# Ismael Páez
José Ismael Páez Pulido (Miranda, 4 maggio 1992) è un calciatore venezuelano, difensore svincolato.

## Carriera

### Club
In carriera ha giocato 4 partite nella fase a gironi della Coppa Libertadores.